# 富尼耶陨击坑

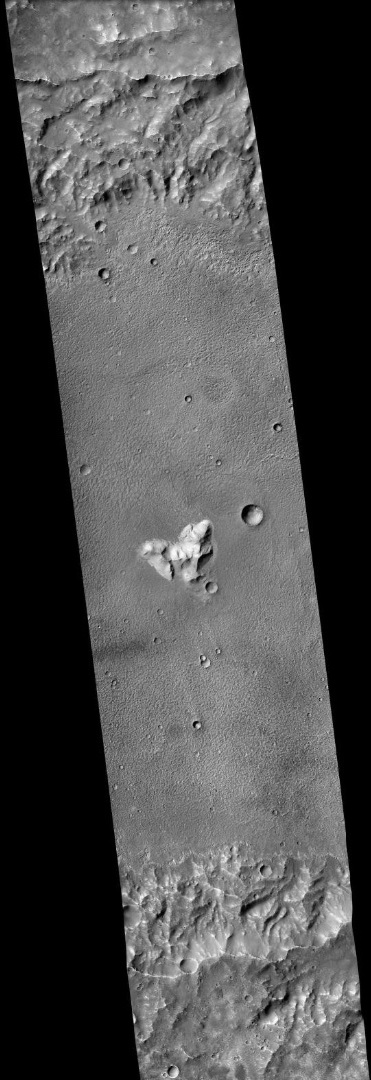
火星勘测轨道飞行器背景相机拍摄的富尼耶陨击坑，可看到位于中间的中央丘。

富尼耶陨击坑(Fournier)是火星雅庇吉亚区的一座撞击坑，中心坐标位于南纬4.4度、西经287.4度处，直径118公里，其名称取自法国天文学家若尔热·福尼耶（1881年-1954年），1973年被国际天文联合会行星系统命名工作组批准接受。

## 另请查看
- 火星气候
- 火星地质
- 撞击坑
- 撞击事件
- 火星撞击坑
- 火星矿石资源
- 行星体系命名法